# Barbus rouxi
Barbus rouxi е вид лъчеперка от семейство Шаранови (Cyprinidae).

## Разпространение
Видът е разпространен в Република Конго.

## Описание
На дължина достигат до 5,7 cm.